# Manilabukten

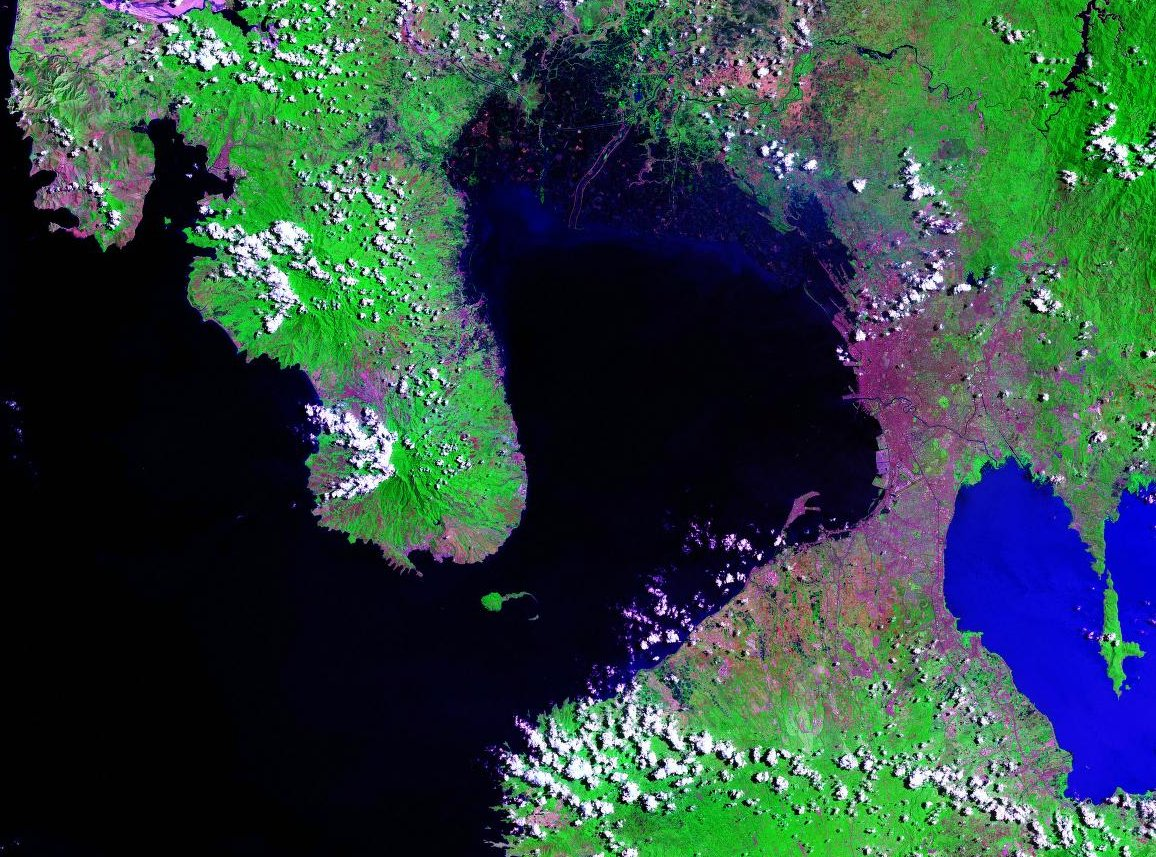
Satellitfoto av Manilabukten.

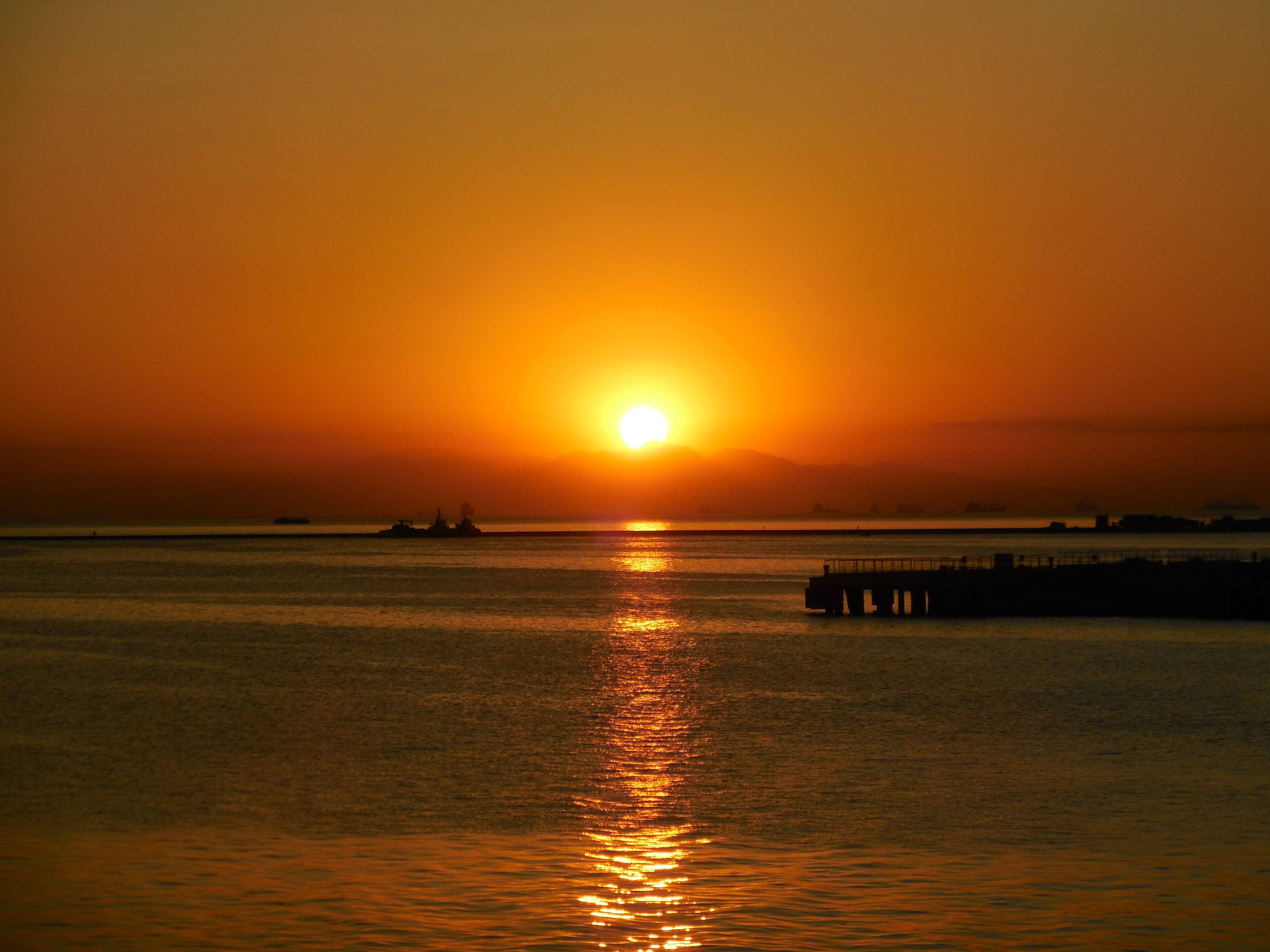
Solnedgång över Manilabukten.

Manilabukten är en stor vik vid Filippinernas huvudstad Manila. Bukten är en naturhamn och Manilas hamn använder sig av den. Dess yta är 1 994 km². Corregidorön delar ingången till bukten i två sund. Det finns också ett antal andra öar där. 
År 1898 stod slaget vid Manilabukten i området och belägringen av Corregidor 1942 utspelade sig vid Corregidor.